# Francesco Petrucci
Pour les articles homonymes, voir Petrucci.
Francesco Petrucci, né le 17 mai 1660 à Florence et mort en 1719 dans la même ville, est un peintre et copiste.

## Biographie
À partir de 1683, Francesco Petrucci, né le 11 mai 1660 et élève de Baldassarre Franceschini, se fait un nom à Florence en se spécialisant dans les peintures et les copies dévotionnelles, principalement sur des thèmes religieux.
Il meurt en 1719.